# Pandoc
Pandoc é um conversor de documentos de software livre, amplamente utilizado como ferramenta de escrita (especialmente por acadêmicos) e como base para fluxos de trabalho de publicação. Foi criado por John MacFarlane, professor de filosofia da Universidade da Califórnia, Berkeley.

## Funcionalidade
O Pandoc se autodenomina um conversor de "formato de marcação". Ele pode pegar um documento em um dos formatos suportados e converter apenas sua marcação para outro formato. Manter a aparência do documento não é uma prioridade.
Plug-ins para formatos personalizados também podem ser escritos em Lua, que foi usado para criar uma ferramenta de exportação para o Journal Article Tag Suite, por exemplo.
Uma opção CiteProc incluída permite que o pandoc use dados bibliográficos do software de gerenciamento de referência em qualquer um dos cinco formatos: BibTeX, BibLaTeX, CSL JSON ou CSL YAML ou RIS. A informação é automaticamente transformada em uma citação em vários estilos (como APA, Chicago ou MLA) usando uma implementação da Citation Style Language. Isso permite que o programa sirva como uma alternativa mais simples ao LaTeX para a produção de textos acadêmicos.

## Formatos de arquivo suportados

### Formatos de entrada
O formato de entrada com mais suporte é uma versão estendida do Markdown. Não obstante, pandoc também pode ler nos seguintes formatos:
- Creole
- DocBook
- EPUB
- FictionBook (FB2)
- Haddock
- HTML
- Marcação de wiki do Jira
- Conjunto de tags de artigos de periódicos (JATS)
- JSON
- Látex
- Linguagem de marcação leve
- cara
- Markdown: Variantes Strict, CommonMark, GitHub Flavored Markdown (GFM), MultiMarkdown (MMD) e Markdown Extra (PHP Extra)
- OpenDocument (ODT)
- OPML
- Office Open XML: variante do Microsoft Word
- Modo de organização
- Texto reestruturado
- Textile
- txt2tags (t2t)
- Marcação Wiki : Variantes MediaWiki, Muse, TikiWiki, TWiki e Vimwiki

### Formatos de saída
O Pandoc pode criar arquivos nos seguintes formatos de saída, que não são necessariamente o mesmo conjunto de formatos dos formatos de entrada:
- AsciiDoc
- Contexto
- DocBook : Versões 4 e 5
- EPUB : Versões 2 e 3[10]
- Livro de ficção (FB2)
- Haddock
- HTML : variantes HTML4 e HTML5, respectivamente compatíveis com XHTML 1.0 Transitional e XHTML Strict
- InDesign ICML
- Marcação de wiki do Jira
- Conjunto de tags de artigos de periódicos (JATS)
- JSON
- Látex
- cara
- Markdown : Variantes Strict, CommonMark, GitHub Flavored Markdown (GFM), MultiMarkdown (MMD) e Markdown Extra (PHP Extra)
- OpenDocument (ODT/ODF)
- OPML
- Office Open XML : variantes do Microsoft Word e do Microsoft PowerPoint
- Modo de organização
- PDF (precisa de um complemento de terceiros como ConTeXt, pdfroff, wkhtmltopdf, weasyprint ou prince ) [11]
- Texto simples
- Texto reestruturado
- Formato Rich Text (RTF)
- TEI
- Texinfo
- Têxtil
- Apresentações de slides baseadas na Web : LaTeX Beamer, Slideous, Slidy, DZSlides, revelações.js e variantes S5[12]
- Marcação Wiki : variantes DokuWiki, MediaWiki, Muse, TikiWiki, TWiki e Vimwiki